# Neosebastes multisquamus
Neosebastes multisquamus är en fiskart som beskrevs av Hiroyuki Motomura 2004. Neosebastes multisquamus ingår i släktet Neosebastes och familjen Neosebastidae. Inga underarter finns listade i Catalogue of Life.